# Gillingham, Dorset
Gillingham är en stad och en civil parish i Dorset i England. Orten har 9 323 invånare (2001). Byn nämndes i Domedagsboken (Domesday Book) år 1086, och kallades då Gelingeham / eha.